# Öretjärnet (Köla socken, Värmland)
Öretjärnet är en sjö i Eda kommun i Värmland och ingår i Göta älvs huvudavrinningsområde. Sjöns area är 0,04 kvadratkilometer och den befinner sig 206 meter över havet.